# Scarabée de cœur d'Hatnefer
Le Scarabée de cœur d'Hatnefer est un morceau de joaillerie funéraire  datant du XVe siècle av. J.-C. Fait en or et en serpentinite, le scarabée de cœur était destiné à être enterré avec une personne importante. L'œuvre fait actuellement partie de la collection du Metropolitan Museum of Art.

## Description
Le travail, datant de la XVIIIe dynastie, est minutieusement détaillé; le scarabée (symbole commun associé au dieu Khépri) au centre de l'œuvre est sculpté dans une seule pierre serpentinite gris-vert tachetée. Cette figurine est montée sur une base en or et est fixée à cette base par plus d'or. Un chapitre du Livre des Morts est inscrit sur l'objet, indiquant que l'œuvre devait être enterrée avec la noble égyptienne Hatnefer. Particularité, l'inscription invoque le sort 30 du chapitre A du Livre des morts, suppliant les dieux de ne pas juger le cœur de Hatnefer dans l'au-delà,.

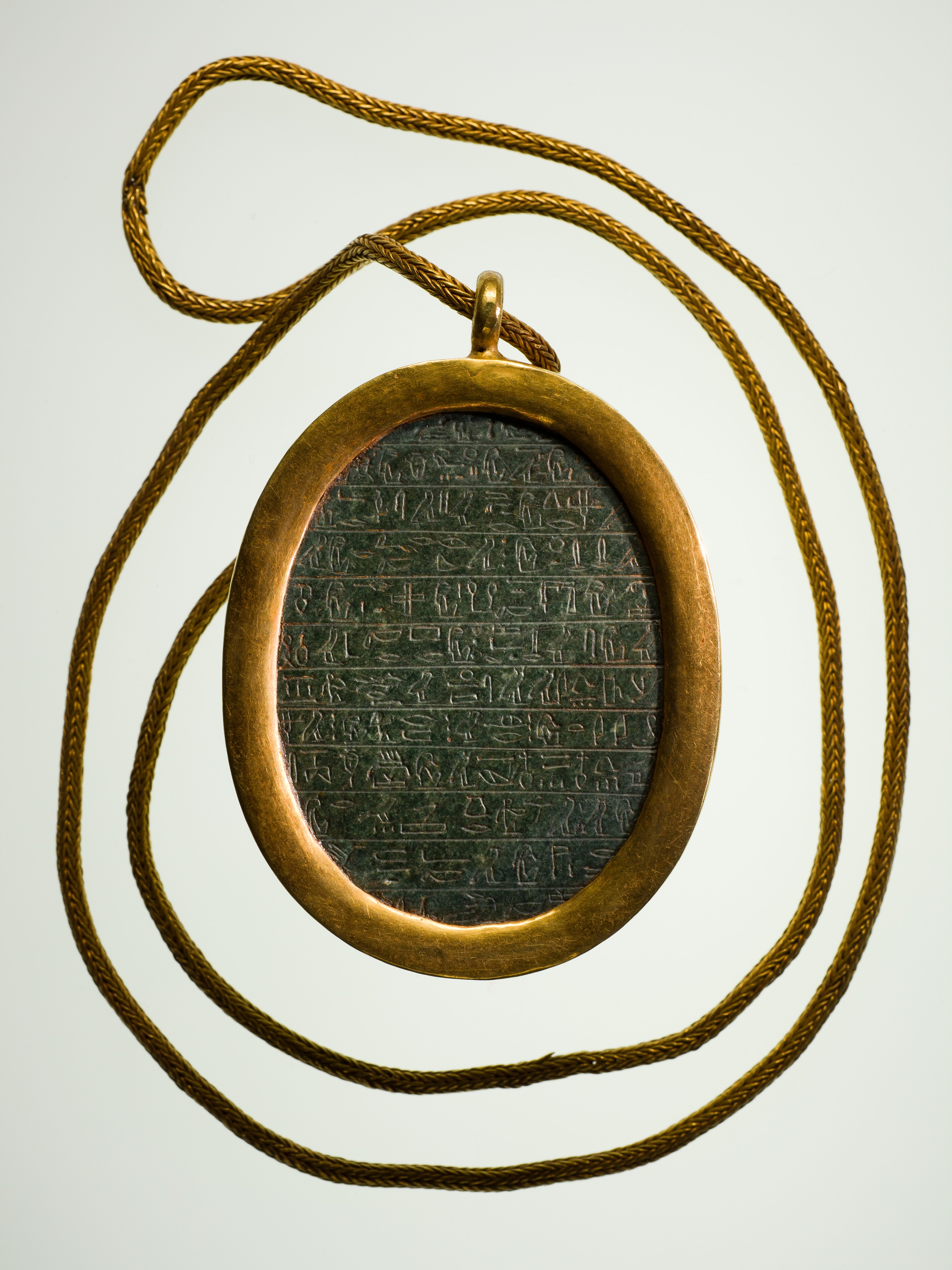
Inscription au dos de la pièce

Comme l'a noté le Metropolitan Museum of Art, le nom d'Hatnefer était inscrit sur la pièce sur un autre nom, indiquant que le scarabée n'était pas à l'origine destiné pour son usage,.